# Banu Maqil
Los maqil, también conocidos como maquil o mahchil fueron un grupo de comunidades (antiguamente llamadas tribus), árabes beduinas de origen yemení que emigraron hacia el oeste en el siglo XIII. Contribuyeron a la islamización y arabización del Magreb que estaba dominado por los grupos bereberes sólo convertidos superficialmente desde la llegada del islam en el siglo VII. De sus comunidades surgieron los pueblos mactar, humet y beni Hassan. Estos últimos dominaron con sus incursiones guerreras los territorios de la actual  Mauritania y el Sáhara Occidental. Su legado cultural fue decisivo en la región pues su idioma, conocido como hassanía aún es hablado por más de 6.000.000 de personas. Aunque identificables en pequeñas comunidades, los maquil se fueron integrando con otros pueblos de la región hasta casi disolverse como grupo étnico.

## Historia
En los siglos XIII y XIV grupos árabes yemeníes invadieron los territorios del pueblo sanhaya tras ser expulsados del sur de Marruecos por los almorávides. Conocidos como maqil y liderados por una comunidad guerrera llamada beni hassan, El idioma de los maqil, llamado hasanía, es considerado el dialecto árabe más puro del Magreb . Tras suprimir la cultura amazigh completamente tras la guerra de los treinta años,  se convirtió en el pueblo saharaui del actual Sáhara Occidental. Los saharauis todavía hablan hasaní.
Además de los temidos beni Hassan, los maqil también originaron de sus integraciones con otras etnias a las comunidades conocidas como mactar y humet. Los mactar ocuparon el sureste de Marruecos y mantuvieron la cultura beduina, viviendo del pastoreo nómada. Los mactar a su vez dieron lugar a los pueblos ruche (o ruwaha) y a los selim (o salim). Los ruche vivían según relatos de León el Africano, en los confines de la zona desértica próxima a Dedés y Farcla en el sureste marroquí. En el siglo XVI ocupaban un territorio muy reducido y contaban con unos quinientos caballo y ocho mil hombres a pie para sus ejércitos. Por su parte, los selim ocuparin territorios cerca del río Draa, en el sureste de Marruecos. En su viaje por el norte de África, Leon el Africano señaló que eran beduinos nómadas muy ricos. Agregó que una vez al año iban a Tombuctú, en el norte de Malí a encontrarse con el rey de este imperio con el que tenían buenas relaciones. Eran propietarios de grandes señoríos en Draa y contaban con grandes manadas de camellos y unos cuatro mil caballos en el momento de su viaje, en el siglo XVI.
Los hutmet se repartieron por el oeste del actual Marruecos y de su tronco étnico dieron origen a las comunidades elhasin y chinana. Viven de la agricultura y la ganadería. Las comunidades elhasin se dividieron en dos grupos. Unos al sur del río Sus, suroeste del actual Marruecos, en la zona de Messa.  Otros en Azgar, noroeste del mismo país. Según León, el Africano, en el siglo XVI los de Messa eran libres y los de Azgar estaban sometidos al rey de Fez.